# Liste des routes d'État au Tennessee
Les routes d'État au Tennessee ne suivent pas un système de numérotation systématique comme les US Routes et d'autres routes d'État. Les routes sont principales ou secondaires. Plusieurs de ces routes ne sont pas indiquées car elles se superposent à une US Route.
Les routes principales sont identifiées par une forme rectangulaire blanche avec la forme de l'État en bas alors que les routes secondaires sont identifiées par un bouclier au fond noir ayant un triangle inversé blanc.

## Liste des routes d'État
| Numéro       | Longueur (mi) | Longueur (km) | Terminus sud / ouest                                                        | Terminus nord / est                                                         | Créée    | Notes                                                                       |
| ------------ | ------------- | ------------- | --------------------------------------------------------------------------- | --------------------------------------------------------------------------- | -------- | --------------------------------------------------------------------------- |
| SR 1         | 538,80        | 867,10        | I-55 / US 61 / US 64 / US 70 / US 79 à Memphis                              | US 11E / US 19 / SR 34 à Bristol                                            | 1915     |                                                                             |
| SR 2         | 197,00        | 317,00        | US 41 / US 70S / SR 1 à Murfreesboro                                        | US 11 / US 70 / SR 1 à Farragut                                             | 1923     | Route majoritairement non-indiquée en multiplex avec la US 41 et la US 11   |
| SR 3         | 135,53        | 218,11        | US 51 à la frontière du Mississippi à Memphis                               | US 45 à la frontière du Kentucky à South Fulton                             | 1923     | Route majoritairement non-indiquée en multiplex avec la US 51               |
| SR 4         | 17,10         | 27,50         | US 78 à la frontière du Mississippi dans le comté de Shelby                 | US 64 / US 70 / US 79 / SR 1 à Memphis                                      | 1923     | Route non-indiquée en multiplex avec la US 78                               |
| SR 5         | 120,00        | 193,10        | US 45 à la frontière du Mississippi à Guys                                  | KY 125 à la frontière du Kentucky près de Woodland Mills                    | 1923     |                                                                             |
| SR 6         | 150,93        | 242,90        | US 43 / SR 13 à la frontière de l'Alabama à Saint-Joseph                    | US 31E / US 231 à la frontière du Kentucky près de Westmoreland             | 1923     | Route non-indiquée en multiplex avec la US 43, US 31 et US 31E              |
| SR 7         | 80,75         | 129,95        | SR 53 à la frontière de l'Alabama à Ardmore                                 | SR 100 / SR 46 à Bon Aqua                                                   | 1923     |                                                                             |
| SR 8         | 75,43         | 121,39        | US 41 / US 76 / SR 3 à la frontière de la Géorgie à East Ridge              | SR 56 à McMinnville                                                         | 1923     |                                                                             |
| SR 9         | 131,33        | 211,36        | US 25W à la frontière du Kentucky à Jellico                                 | US 25 / US 70 à la frontière de la Caroline du Nord près de Del Rio         | 1923     | Route non-indiquée en multiplex avec la US 25, US 25W et US 70              |
| SR 10        | 132,40        | 213,08        | US 231 / US 431 / SR 1 à la frontière de l'Alabama dans le comté de Lincoln | KY 99 à la frontière du Kentucky dans le comté de Macon                     | 1923     |                                                                             |
| SR 11        | 146,20        | 235,29        | SR 207 à la frontière de l'Alabama à Minor Hill                             | US 41 à la frontière du Kentucky à Guthrie, KY                              | 1923     |                                                                             |
| SR 12        | 62,46         | 100,52        | US 31 / US 41 / US 41A / US 431 / SR 6 / SR 11 à Nashville                  | US 41A à la frontière du Kentucky à Clarksville                             | 1923     |                                                                             |
| SR 13        | 153,01        | 246,25        | SR 17 à la frontière de l'Alabama près d'Iron City                          | US 79 à la frontière du Kentucky à Guthrie, KY                              | 1923     |                                                                             |
| SR 14        | 57,90         | 93,20         | US 61 à la frontière du Mississippi à Memphis                               | SR 54 près de Covington                                                     | 1923     |                                                                             |
| SR 15        | 261,64        | 421,07        | SR 14 à Memphis                                                             | US 41 / US 41A / SR 2 à Monteagle                                           | 1923     |                                                                             |
| SR 16        | 76,94         | 123,82        | SR 79 à la frontière de l'Alabama près de Winchester                        | US 31A / US 41A / SR 11 à Kirkland                                          | 1923     |                                                                             |
| SR 17        | 12,45         | 20,04         | SR 193 à la frontière de la Géorgie à Chattanooga                           | SR 58 / SR 153 à Chattanooga                                                | 1963     |                                                                             |
| SR 18        | 47,04         | 75,70         | MS 7 à la frontière du Mississippi près de Grand Junction                   | US 45 / SR 5 à Jackson                                                      | 1923     |                                                                             |
| SR 19        | 48,95         | 78,78         | Fleuve Mississippi dans le comté de Lauderdale                              | I-40 près de Brownsville                                                    | 1923     |                                                                             |
| SR 20        | 145,06        | 233,45        | US 51 / US 412 / SR 3 / SR 211 à Dyersburg                                  | US 43 / SR 6 près de Summertown                                             | 1923     |                                                                             |
| SR 21        | 39,88         | 64,18         | Fleuve Mississippi près de Tiptonville                                      | KY 116 / KY 239 à la frontière du Kentucky près d'Union City                | 1923     |                                                                             |
| SR 22        | 171,33        | 275,73        | MS 2 à la frontière du Mississippi près de Michie                           | Kentucky Bend Road à la frontière du Kentucky près de Tiptonville           | 1923     |                                                                             |
| SR 22A       | 26,00         | 41,80         | SR 22 / SR 69 à Milledgeville                                               | SR 22 à Lexington                                                           | 1958     |                                                                             |
| SR 23        | 8,76          | 14,10         | US 51 / US 64 / US 70 / US 72 / US 79 / SR 3 à Memphis                      | I-240 à Memphis                                                             | 1961     |                                                                             |
| SR 24        | 131,11        | 211,00        | US 70 / US 70S / SR 1 à Nashville                                           | US 127 / SR 28 à Crossville                                                 | 1923     | Route non-indiquée en multiplex avec la US 70 et US 70S                     |
| SR 25        | 67,45         | 108,55        | SR 161 près de Springfield                                                  | US 70N / SR 24 / SR 53 à South Carthage                                     | 1923     |                                                                             |
| SR 26        | 59,25         | 95,35         | US 70 / SR 24 à Lebanon                                                     | US 70 / SR 1 à Sparta                                                       | 1923     | Route non-indiquée en multiplex avec la US 70                               |
| SR 27        | 48,51         | 78,07         | US 72 / SR 2 à la frontière de l'Alabama à South Pittsburg                  | US 27 / SR 1 à la frontière de la Géorgie à Chattanooga                     | 1923     |                                                                             |
| SR 28        | 132,37        | 213,03        | I-24 à Jasper                                                               | US 127 / SR 111 à la frontière du Kentucky à Static                         | 1923     |                                                                             |
| SR 29        | 141,95        | 228,45        | US 27 à la frontière de la Géorgie à Chattanooga                            | US 27 à la frontière du Kentucky à Winfield                                 | 1923     | Route majoritairement non-indiquée en multiplex avec la US 27               |
| SR 30        | 118,15        | 190,14        | US 70S / SR 1 à McMinnville                                                 | US 64 / US 74 / SR 40 dans la Forêt nationale de Cherokee                   | 1923     |                                                                             |
| SR 31        | 17,30         | 27,84         | US 11W / SR 1 près de Bean Station                                          | SR 66 à Sneedville                                                          | 1966     |                                                                             |
| SR 32        | 89,47         | 143,99        | NC 1397 à la frontière de la Caroline du Nord dans le comté de Cocke        | US 25E à la frontière du Kentucky au tunnel de Cumberland Gap               | 1923     |                                                                             |
| SR 33        | 174,42        | 280,70        | US 411 / SR 61 à la frontière de la Géorgie dans le comté de Polk           | SR 696 à la frontière de la Virginie dans le comté de Hancock               | 1923     |                                                                             |
| SR 34        | 154,09        | 247,98        | US 11E / US 25W / US 70 / SR 9 près de Knoxville                            | US 421 à la frontière de la Caroline du Nord près de Trade                  | 1923     | Route non-indiquée en multiplex avec la US 11E et US 421                    |
| SR 35        | 81,35         | 130,92        | US 129 / SR 115 à Alcoa                                                     | US 11E / US 321 / SR 34 / SR 93 à Greeneville                               | 1923     | Route majoritairement non-indiquée en multiplex avec la US 411 et la US 321 |
| SR 36        | 28,60         | 46,00         | US 19W à la frontière de la Caroline du Nord dans le comté d'Unicoi         | US 23 à la frontière de la Virginie à Kingsport                             | 1923     |                                                                             |
| SR 37        | 30,98         | 49,86         | US 19E à la frontière de la Caroline du Nord à Roan Mountain                | US 11E / US 19 / US 19W / SR 34 à Bluff City                                | 1923     | Route non-indiquée en multiplex avec la US 19E                              |
| SR 38        | 2,96          | 4,76          | US 11 / SR 58 à la frontière de la Géorgie à Chattanooga                    | US 11 / US 41 / US 64 / US 72 / SR 2 à Chattanooga                          | 1923     | Route non-indiquée en multiplex avec la US 11                               |
| SR 39        | 31,49         | 50,68         | I-75 à Riceville                                                            | SR 68 à Tellico Plains                                                      | 1941     |                                                                             |
| SR 40        | 39,63         | 63,78         | US 11 / US 64 / SR 2 à Cleveland                                            | US 64 / US 74 à la frontière de la Caroline du Nord près de Ducktown        | 1923     | Route non-indiquée en multiplex avec la US 64 et la US 74                   |
| SR 41        | 22,96         | 36,95         | US 31W / US 41 / SR 11 à Goodlettsville                                     | US 31W / SR 109 / SR 259 à la frontière du Kentucky à Portland              | 1927     | Route non-indiquée en multiplex avec la US 31W                              |
| SR 43        | 57,32         | 92,25         | US 45 / US 45W / SR 5 à Three Way                                           | KY 129 / KY 307 à la frontière du Kentucky à South Fulton                   | 1927     |                                                                             |
| SR 44        | 21,26         | 34,21         | US 11E / US 19W / SR 34 à Bluff City                                        | SR 75 à la frontière de la Virginie près de Bristol                         | 1933     |                                                                             |
| SR 45        | 17,92         | 28,84         | US 431 / SR 65 à Nashville                                                  | I-40 à Hermitage                                                            | 1933     |                                                                             |
| SR 46        | 87,50         | 140,80        | US 431 / SR 106 près de Brentwood                                           | US 79 / SR 76 près de Fort Campbell                                         | 1933     |                                                                             |
| SR 47        | 20,81         | 33,49         | SR 46 à Dickson                                                             | SR 48 à Charlotte                                                           | 1931     |                                                                             |
| SR 48        | 103,86        | 167,15        | SR 13 près de Waynesboro                                                    | KY 104 à la frontière du Kentucky à Clarksville                             | 1923     |                                                                             |
| SR 49        | 104,57        | 168,29        | US 79 / SR 76 à Dover                                                       | KY 383 à la frontière du Kentucky près d'Orlinda                            | 1923     |                                                                             |
| SR 50        | 161,01        | 259,12        | I-40 à Only                                                                 | SR 56 / SR 108 à Altamont                                                   | 1923     |                                                                             |
| SR 51        | 1,91          | 3,07          | SR 52 à Moss                                                                | KY 163 à la frontière du Kentucky près de Celina                            | 1931     |                                                                             |
| SR 52        | 148,88        | 239,60        | SR 49 à Orlinda                                                             | US 27 / SR 29 à Elgin                                                       | 1923     |                                                                             |
| SR 53        | 123,36        | 198,53        | US 41 / SR 2 à Manchester                                                   | KY 61 à la frontière du Kentucky près de Celina                             | 1923     |                                                                             |
| SR 54        | 122,52        | 197,18        | US 51 / SR 3 / SR 59 à Covington                                            | US 641 / KY 893 à la frontière du Kentucky près de Puryear                  | 1927     |                                                                             |
| SR 55        | 53,40         | 85,94         | SR 50 à Lynchburg                                                           | US 70S / SR 1 / SR 380 à McMinnville                                        | 1923     |                                                                             |
| SR 56        | 164,85        | 265,30        | SR 117 à la frontière de l'Alabama près d'Orme                              | KY 63 à la frontière du Kentucky près de Red Boiling Springs                | 1923     |                                                                             |
| SR 57        | 109,61        | 176,40        | SR 14 à Memphis                                                             | MS 25 à la frontière du Mississippi près de Pickwick Dam                    | 1927     |                                                                             |
| SR 58        | 94,94         | 152,79        | SR 157 à la frontière de la Géorgie à Lookout Mountain                      | SR 95 à Oak Ridge                                                           | 1923     |                                                                             |
| SR 59        | 50,83         | 81,80         | Fleuve Mississippi près de Tiptonville                                      | SR 76 près de Somerville                                                    | 1927     |                                                                             |
| SR 60        | 41,19         | 66,29         | SR 71 à la frontière de la Géorgie près de Cleveland                        | US 27 / SR 29 / SR 378 à Dayton                                             | 1923     |                                                                             |
| SR 61        | 81,67         | 131,44        | US 27 / US 70 / SR 1 / SR 29 à Rockwood                                     | US 11W / SR 1 à Blaine                                                      | 1923     |                                                                             |
| SR 62        | 89,93         | 144,73        | SR 84 à Monterey                                                            | US 441 / SR 33 / SR 71 à Knoxville                                          | 1923     |                                                                             |
| SR 63        | 101,06        | 162,64        | US 27 / SR 29 à Huntsville                                                  | SR 33 à Sneedville                                                          | 1923     |                                                                             |
| SR 64        | 50,43         | 81,16         | US 31A / SR 11 / SR 271 à Farmington                                        | US 70S / SR 1 près de Readyville                                            | 1927     |                                                                             |
| SR 65        | 34,98         | 56,29         | US 31W / US 41 / US 431 / SR 11 à Nashville                                 | US 431 / KY 893 à la frontière du Kentucky près de Springfield              | 1927     | Route non-indiquée en multiplex avec la US 431                              |
| SR 66        | 86,25         | 138,81        | US 411 / US 441 / SR 35 / SR 71 à Sevierville                               | SR 33 à Sneedville                                                          | 1923     |                                                                             |
| SR 67        | 63,88         | 102,80        | SR 81 à Lamar                                                               | NC 88 à la frontière de la Caroline du Nord près de Trade                   | 1923     |                                                                             |
| SR 68        | 106,89        | 172,02        | SR 5 / SR 60 à la frontière de la Géorgie à Copperhill                      | US 127 / SR 29 près de Crossville                                           | 1927     |                                                                             |
| SR 69        | 151,77        | 244,25        | SR 117 à la frontière de l'Alabama près de Walnut Grove                     | KY 97 à la frontière du Kentucky près de Cottage Grove                      | 1924     |                                                                             |
| SR 69A       | 27,10         | 43,60         | SR 191 à Camden                                                             | US 641 / SR 69 à Paris                                                      | 1965     |                                                                             |
| SR 70        | 63,34         | 101,94        | NC 208 à la frontière de la Caroline du Nord près de Greeneville            | SR 70 à la frontière de la Virginie près de Kyles Ford                      | 1924     |                                                                             |
| SR 71        | 83,31         | 134,07        | US 441 à la frontière de la Caroline du Nord à Newfound Gap                 | US 25W / SR 9 / SR 116 à Lake City                                          | 1924     |                                                                             |
| SR 72        | 42,70         | 68,70         | US 129 / SR 115 près de Vonore                                              | SR 58 près de Kingston                                                      | 1924     |                                                                             |
| SR 73        | 101,76        | 163,77        | I-40 / US 321 / SR 95 près d'Oak Ridge                                      | US 25 / US 70 / SR 9 à Newport                                              | 1927     |                                                                             |
| SR 74        | 18,13         | 29,18         | SR 225 à la frontière de la Géorgie près de Wildwood Lake                   | US 11 / SR 2 à Cleveland                                                    | 1949     |                                                                             |
| SR 75        | 27,80         | 44,70         | US 11 / US 321 / SR 34 à Limestone                                          | SR 126 à Blountville                                                        | 1964     |                                                                             |
| SR 76        | 231,44        | 372,47        | SR 57 à Moscow                                                              | SR 109 à Portland                                                           | 1924     |                                                                             |
| SR 77        | 84,86         | 136,57        | US 51 / SR 3 à Newbern                                                      | US 641 / SR 69 à Paris                                                      | 1924     |                                                                             |
| SR 78        | 36,01         | 57,95         | SR 104 à Dyersburg                                                          | KY 94 à la frontière du Kentucky près de Tiptonville                        | 1924     |                                                                             |
| SR 79        | 10,33         | 16,62         | Fleuve Mississippi près de Ridgely                                          | SR 78 près de Ridgely                                                       | 1927     |                                                                             |
| SR 80        | 14,08         | 22,66         | SR 25 près de Carthage                                                      | SR 56 / SR 262 près de Red Boiling Springs                                  | 1927     |                                                                             |
| SR 81        | 25,62         | 41,23         | I-26 / US 19W / US 23 / SR 36 / SR 107 à Erwin                              | SR 93 près de Fall Branch                                                   | 1927     |                                                                             |
| SR 82        | 31,93         | 51,39         | SR 55 à Lynchburg                                                           | SR 64 près de Beechgrove                                                    | 1927     |                                                                             |
| SR 83        | 8,08          | 13,00         | SR 146 près de Smithville                                                   | SR 56 à Smithville                                                          | 1983     |                                                                             |
| SR 84        | 40,44         | 65,08         | US 70 / SR 1 à Sparta                                                       | SR 111 à Livingston                                                         | 1927     |                                                                             |
| SR 85        | 85,24         | 137,18        | SR 80 près de Carthage                                                      | US 127 / SR 28 près de Clarkrange                                           | 1927     |                                                                             |
| SR 86        | 5,18          | 8,34          | US 72 / SR 57 à Collierville                                                | US 72 à la frontière du Mississippi à Piperton                              | 1927     | Route non-indiquée en multiplex avec la US 72 dans l'ouest du Tennessee     |
| SR 87        | 39,73         | 63,94         | Fleuve Mississippi près de Henning                                          | SR 19 à Brownsville                                                         | 1927     |                                                                             |
| SR 88        | 44,78         | 72,07         | Fleuve Mississippi près de Halls                                            | US 412 / SR 20 à Bells                                                      | 1927     |                                                                             |
| SR 89        | 51,24         | 82,46         | SR 105 à Trimble                                                            | KY 381 à la frontière du Kentucky près de Palmersville                      | 1927     |                                                                             |
| SR 90        | 13,32         | 21,44         | US 25W / SR 9 à Morley                                                      | KY 74 à la frontière du Kentucky à Pruden                                   | 1927     |                                                                             |
| SR 91        | 53,93         | 86,79         | US 11E / SR 34 à Johnson City                                               | SR 91 à la frontière de la Virginie près de Mountain City                   | 1927     |                                                                             |
| SR 92        | 34,88         | 56,13         | US 411 / SR 35 à Chestnut Hill                                              | US 11W / SR 1 à Rutledge                                                    | 1927     |                                                                             |
| SR 93        | 38,75         | 62,36         | US 11E / US 321 / SR 34 / SR 35 à Greeneville                               | SR 224 à la frontière de la Virginie à Kingsport                            | 1927     |                                                                             |
| SR 94        | 7,92          | 12,75         | SR 66 près de Rogersville                                                   | SR 70 près de Rogersville                                                   | 1927     |                                                                             |
| SR 95        | 42,23         | 67,96         | US 411 / SR 33 à Greenback                                                  | SR 61 près d'Oak Ridge                                                      | 1927     |                                                                             |
| SR 96        | 128,20        | 206,30        | US 70 / SR 1 à Dickson                                                      | SR 53 à Granville                                                           | 1927     |                                                                             |
| SR 97        | 5,64          | 9,08          | SR 65 à la frontière de l'Alabama près de Huntland                          | SR 122 à Huntland                                                           | 1927     |                                                                             |
| SR 98        | 11,73         | 18,88         | CR 89 à la frontière de l'Alabama près de Five Points                       | US 43 / SR 6 à Leoma                                                        | 1927     |                                                                             |
| SR 99        | 126,70        | 203,90        | US 64 / SR 15 à Waynesboro                                                  | SR 64 à Bradyville                                                          | 1927     |                                                                             |
| SR 100       | 158,31        | 254,78        | US 64 / SR 15 à Whiteville                                                  | US 70S / SR 1 à Belle Meade                                                 | 1927     |                                                                             |
| SR 101       | 38,70         | 62,30         | SR 30 à Mount Crest                                                         | Fairfield Glade Resort Area                                                 | 1927     |                                                                             |
| SR 102       | 13,34         | 21,47         | SR 96 près d'Almaville                                                      | SR 266 à Smyrna                                                             | 1927     |                                                                             |
| SR 103       | 8,33          | 13,41         | Fleuve Mississippi près de Miston                                           | SR 78 à Bogota                                                              | 1929     |                                                                             |
| SR 104       | 114,43        | 184,16        | Fleuve Mississippi près de Finley                                           | SR 69 à Saltillo                                                            | 1929     |                                                                             |
| SR 105       | 44,34         | 71,36         | US 51 / SR 3 près de Trimble                                                | US 70A / SR 77 à McLemoresville                                             | 1943     |                                                                             |
| SR 106       | 55,84         | 89,87         | US 31A / SR 11 à Lewisburg                                                  | US 70S / US 431 / SR 1 à Nashville                                          | 1929     | Route majoritairement non-indiquée en multiplex avec la US 431              |
| SR 107       | 78,77         | 126,77        | Près de Del Rio                                                             | NC 226 à la frontière de la Caroline du Nord près d'Unicoi                  | 1929     |                                                                             |
| SR 108       | 60,31         | 97,06         | SR 28 à Whitwell                                                            | SR 55 Bus. / SR 56 / SR 380 à McMinnville                                   | 1929     |                                                                             |
| SR 109       | 38,90         | 62,60         | I-840 / SR 265 à Lebanon                                                    | I-65 à Portland                                                             | 1929     |                                                                             |
| SR 110       | 22,46         | 36,15         | SR 53 / SR 7 à la frontière de l'Alabama à Ardmore                          | US 231 / US 431 / SR 10 à Fayetteville                                      | 1929     |                                                                             |
| SR 111       | 118,72        | 191,06        | US 27 / SR 29 à Soddy-Daisy                                                 | US 127 / SR 28 à la frontière du Kentucky à Static                          | 1929     |                                                                             |
| SR 112       | 41,85         | 67,35         | US 41A / SR 12 à Nashville                                                  | US 41A / US 79 / SR 12 / SR 13 / SR 76 à Clarksville                        | 1929     | Route non-indiquée en multiplex avec la US 41A                              |
| SR 113       | 32,86         | 52,88         | US 25W / US 70 / SR 9 près de Dandridge                                     | SR 66 à Persia                                                              | 1966     |                                                                             |
| SR 114       | 96,49         | 155,29        | US 64 / SR 15 à Clifton Junction                                            | SR 77 près de Paris                                                         | 1930     |                                                                             |
| SR 115       | 52,80         | 85,00         | US 129 à la frontière de la Caroline du Nord à Deals Gap                    | I-40 à Knoxville                                                            | 1933     | Route non-indiquée en multiplex avec la US 129                              |
| SR 116       | 41,97         | 67,54         | SR 62 près de Petros                                                        | US 25W / SR 9 / SR 63 à Caryville                                           | 1938     |                                                                             |
| SR 117       | 6,39          | 10,28         | SR 142 près de Stantonville                                                 | US 64 / SR 15 / SR 22 à Adamsville                                          | 1974     |                                                                             |
| SR 118       | 14,81         | 23,83         | SR 54 / SR 89 à Dresden                                                     | KY 129 à la frontière du Kentucky à Dukedom                                 | 1939     |                                                                             |
| SR 119       | 4,70          | 7,60          | US 79 / SR 76 dans le Parc d'état de Paris Landing                          | KY 121 à la frontière du Kentucky près de Buchanan                          | 1939     |                                                                             |
| SR 120       | 12,09         | 19,46         | KY 139 à la frontière du Kentucky près de Dover                             | US 79 / SR 76 à Big Rock                                                    | 1939     |                                                                             |
| SR 121       | 20,55         | 33,07         | CR 65 à la frontière de l'Alabama près d'Elora                              | SR 50 près de Winchester                                                    | 1939     |                                                                             |
| SR 122       | 7,11          | 11,44         | SR 121 à Elora                                                              | US 64 / SR 15 à Huntland                                                    | 1941     |                                                                             |
| SR 123       | 1,19          | 1,92          | SR 68 près de Turtletown                                                    | NC 294 à la frontière de la Caroline du Nord près de Turtletown             | 1941     |                                                                             |
| SR 124       | 19,19         | 30,88         | US 45E / SR 43 / SR 54 à Greenfield                                         | SR 22 à McKenzie                                                            | 1943     |                                                                             |
| SR 125       | 37,36         | 60,13         | MS 15 à la frontière du Mississippi près de Middleton                       | SR 100 dans le Parc d'état de Chickasaw                                     | 1945     |                                                                             |
| SR 126       | 24,58         | 39,56         | SR 93 à Kingsport                                                           | US 11W / SR 1 à Bristol                                                     | 1963     |                                                                             |
| SR 127       | 43,52         | 70,04         | US 41A / SR 16 à Decherd                                                    | SR 30 près de McMinnville                                                   | 1963     |                                                                             |
| SR 128       | 51,73         | 83,25         | SR 57 à Pickwick Dam                                                        | SR 13 près de Linden                                                        | 1947     |                                                                             |
| SR 129       | 49,22         | 79,21         | US 31 / SR 7 à Waco                                                         | SR 55 à Lynchburg                                                           | 1949     |                                                                             |
| SR 130       | 51,30         | 82,60         | US 431 / SR 50 / SR 129 à Petersburg                                        | US 64 Bus. / SR 50 à Winchester                                             | 1949     |                                                                             |
| SR 131       | 68,80         | 110,70        | US 11 / US 70 / SR 1 à Knoxville                                            | SR 31 à Treadway                                                            | 1949     |                                                                             |
| SR 133       | 11,24         | 18,09         | US 421 / SR 34 / SR 91 à Shady Valley                                       | SR 716 à la frontière de la Virginie près de Damascus, VA                   | 1949     |                                                                             |
| SR 134       | 6,55          | 10,54         | US 41 / US 64 / US 72 / SR 2 à Haletown                                     | SR 299 à la frontière de la Géorgie près de Lookout Mountain                | 1949     |                                                                             |
| SR 135       | 62,87         | 101,18        | SR 289 à Sparta                                                             | SR 52 près de Red Boiling Springs                                           | 1949     |                                                                             |
| SR 136       | 56,51         | 90,94         | US 70S / SR 1 à Rock Island                                                 | SR 52 à Timothy                                                             | 1949     |                                                                             |
| SR 137       | 3,02          | 4,86          | I-26 / US 11W / US 23 / SR 1 à Kingsport                                    | US 23 à la frontière de la Virginie à Kingsport                             | 1969     | Route non-indiquée en multiplex avec la US 23                               |
| SR 138       | 23,01         | 37,03         | SR 18 à Toone                                                               | I-40 près de Huntersville                                                   | 1949     |                                                                             |
| SR 139       | 24,83         | 39,96         | US 11E / SR 34 à Strawberry Plains                                          | SR 92 à Dandridge                                                           | 1949     |                                                                             |
| SR 140       | 43,88         | 70,62         | SR 22 à McKenzie                                                            | US 79 / SR 76 près de Cottage Grove                                         | 1949     |                                                                             |
| SR 141       | 67,59         | 108,78        | SR 52 près de Siloam                                                        | SR 56 à Silver Point                                                        | 1951     |                                                                             |
| SR 142       | 24,59         | 39,57         | US 45 / SR 5 à Selmer                                                       | CR 100 à la frontière du Mississippi près de Michie                         | 1949     |                                                                             |
| SR 143       | 12,46         | 20,05         | US 19E / SR 37 à Roan Mountain                                              | NC 261 à la frontière de la Caroline du Nord à Roan Mountain                | 1952     |                                                                             |
| SR 144       | 7,85          | 12,63         | SR 131 à Plainview                                                          | SR 170 près de Maynardville                                                 | 1952     |                                                                             |
| SR 145       | 9,72          | 15,64         | US 70S / SR 1 à Woodbury                                                    | SR 96 à Auburntown                                                          | 1953     |                                                                             |
| SR 146       | 17,67         | 28,44         | US 70S / SR 1 près de Woodbury                                              | US 70 / SR 26 à Smithville                                                  | 1953     |                                                                             |
| SR 147       | 23,64         | 38,04         | SR 69A à Big Sandy                                                          | SR 49 à Tennessee Ridge                                                     | 1953     |                                                                             |
| SR 148       | 3,77          | 6,07          | SR 189 à la frontière de la Géorgie à Lookout Mountain                      | US 11 / US 41 / US 64 / US 72 / SR 2 à Chattanooga                          | 1953     |                                                                             |
| SR 149       | 22,31         | 35,90         | SR 49 à Erin                                                                | SR 13 / SR 48 à Clarksville                                                 | 1953     |                                                                             |
| SR 150       | 20,98         | 33,76         | I-24 / US 64 / US 72 / SR 27 à Kimball                                      | US 41 / SR 56 à Tracy City                                                  | 1953     | Route non-indiquée en multiplex avec la US 41                               |
| SR 151       | 7,54          | 12,13         | SR 56 à North Springs                                                       | SR 56 à Red Boiling Springs                                                 | 1953     |                                                                             |
| SR 152       | 36,88         | 59,35         | US 412 / SR 20 près de Maury City                                           | US 412 / SR 20 près de Jackson                                              | 1953     |                                                                             |
| SR 153       | 14,81         | 23,83         | I-75 / US 74 à Chattanooga                                                  | US 27 / SR 29 à Soddy-Daisy                                                 | 1953     |                                                                             |
| SR 154       | 19,12         | 30,77         | SR 52 à Jamestown                                                           | KY 167 à la frontière du Kentucky à Big South Fork NRR                      | 1953     |                                                                             |
| SR 155       | 35,10         | 56,49         | US 70S / SR 1 à Nashville                                                   | US 31 / SR 6 à Oak Hill                                                     | 1953     |                                                                             |
| SR 156       | 35,40         | 57,00         | US 41A / SR 15 près de Sewanee                                              | SR 134 à Haletown                                                           | 1957     |                                                                             |
| SR 157       | 5,30          | 8,53          | SR 22 près de Samburg                                                       | KY 311 à la frontière du Kentucky près du Reelfoot National Wildlife Refuge | 1957     |                                                                             |
| SR 158       | 4,60          | 7,40          | US 11 / US 70 / SR 1 à Knoxville                                            | I-40 à Knoxville                                                            | 1958     |                                                                             |
| SR 159       | 12,50         | 20,10         | US 321 / SR 67 près de Butler                                               | US 321 à la frontière de la Caroline du Nord près de Hampton                | 1958     | Route non-indiquée en multiplex avec la US 321                              |
| SR 160       | 27,10         | 43,60         | US 11E / SR 34 à Morristown                                                 | US 321 / SR 35 près de Newport                                              | 1959     |                                                                             |
| SR 161       | 9,90          | 15,90         | US 431 / SR 65 à Springfield                                                | KY 102 à la frontière du Kentucky près d'Adams                              | 1959     |                                                                             |
| SR 162       | 7,30          | 11,70         | SR 62 à Solway                                                              | SR 33 à Alcoa                                                               | 1971     |                                                                             |
| SR 163       | 16,20         | 26,10         | I-75 près de Calhoun                                                        | US 411 / SR 30 / SR 33 à Delano                                             | 1971     |                                                                             |
| SR 164       | 17,00         | 27,40         | US 70N / SR 24 à Monterey                                                   | SR 85 à Crawford                                                            | 1971     |                                                                             |
| SR 165       | 23,80         | 38,30         | SR 68 à Tellico Plains                                                      | NC 261 à la frontière de la Caroline du Nord près de Tellico Plains         | 1982     |                                                                             |
| SR 166       | 51,60         | 83,00         | SR 127 à la frontière de l'Alabama près d'Ardmore                           | US 412 / SR 99 à Hampshire                                                  | 1981     |                                                                             |
| SR 167       | 21,00         | 33,80         | SR 67 à Doeville                                                            | Big Laurel Road à la frontière de la Caroline du Nord près de Mountain City | 1981     |                                                                             |
| SR 168       | 16,00         | 25,70         | US 129 / SR 115 à Knoxville                                                 | US 11E / US 25W / US 70 /SR 9 à Knoxville                                   | 1982     |                                                                             |
| SR 169       | 11,70         | 18,80         | SR 131 à Knoxville                                                          | SR 62 à Knoxville                                                           | 1987     |                                                                             |
| SR 170       | 35,90         | 57,80         | SR 62 à Oak Ridge                                                           | SR 33 près de Maynardville                                                  | 1982     |                                                                             |
| SR 171       | 18,00         | 29,00         | I-24 à Antioch                                                              | US 70 / SR 24 à Mont Juliet                                                 | 1982     |                                                                             |
| SR 172       | 12,20         | 19,60         | US 321 / SR 35 à Greeneville                                                | I-81 à Baileyton                                                            | 1982     |                                                                             |
| SR 173       | 13,10         | 21,10         | I-26 / US 23 à Unicoi                                                       | US 19E / SR 37 à Tiger Valley                                               | 1982     |                                                                             |
| SR 174       | 40,90         | 65,80         | US 31W / US 41 / SR 11 à Goodlettsville                                     | KY 482 à la frontière du Kentucky près de Westmoreland                      | 1982     |                                                                             |
| SR 175       | 26,30         | 42,30         | MS 301 à la frontière du Mississippi à Memphis                              | US 72 / SR 57 à Collierville                                                | —        |                                                                             |
| SR 176       | 6,10          | 9,80          | MS 747 à la frontière du Mississippi à Memphis                              | I-240 à Memphis                                                             | —        |                                                                             |
| SR 177       | 13,11         | 21,10         | Winchester Road à Memphis                                                   | US 70 / US 79 / SR 1 à Lakeland                                             | —        |                                                                             |
| SR 178       | 11,50         | 18,50         | US 51 / SR 3 à Munford                                                      | SR 59 à Gilt Edge                                                           | —        |                                                                             |
| SR 179       | 43,40         | 69,80         | SR 54 près de Covington                                                     | US 64 / SR 15 à Whiteville                                                  | —        |                                                                             |
| SR 180       | 12,52         | 20,15         | SR 19 à Nutbush                                                             | US 51 / SR 3 à Gates                                                        | —        |                                                                             |
| SR 181       | 25,10         | 40,40         | SR 88 à Hales Point                                                         | SR 79 près de Ridgely                                                       | —        |                                                                             |
| SR 182       | 9,77          | 15,72         | SR 104 à Finley                                                             | SR 78 près de Dyersburg                                                     | —        |                                                                             |
| SR 183       | 14,17         | 22,80         | SR 21 près de Hornbeak                                                      | US 51 / SR 3 près de Troy                                                   | —        |                                                                             |
| SR 184       | 12,92         | 20,79         | SR 21 à Troy                                                                | US 45W / SR 22 / SR 214 à Union City                                        | —        |                                                                             |
| SR 185       | 7,67          | 12,34         | US 45W / SR 5 / SR 77 à Dyer                                                | SR 54 près de Bradford                                                      | —        |                                                                             |
| SR 186       | 29,50         | 47,50         | US 45 / US 70 / SR 1 à Jackson                                              | US 45W / SR 5 / SR 54 à Trenton                                             | —        |                                                                             |
| SR 187       | 7,80          | 12,60         | US 70A / US 79 / SR 76 près de Humboldt                                     | US 45E / SR 43 à Milan                                                      | —        |                                                                             |
| SR 188       | 22,20         | 35,70         | SR 54 / SR 88 près d'Alamo                                                  | SR 77 à Yorkville                                                           | —        |                                                                             |
| SR 189       | 5,50          | 8,90          | SR 88 à Maury City                                                          | US 412 / SR 20 à Friendship                                                 | —        |                                                                             |
| SR 190       | 55,30         | 89,00         | SR 105 à Trezevant                                                          | US 45E / SR 43 près de South Fulton                                         | —        |                                                                             |
| SR 191       | 24,02         | 38,66         | Parc d'état de Nathan Bedford Forrest                                       | I-40 dans le comté de Benton                                                | —        |                                                                             |
| SR 192       | 10,80         | 17,40         | US 641 / SR 69 à Holladay                                                   | US 641 / SR 69 près de Camden                                               | —        |                                                                             |
| SR 193       | 17,20         | 27,70         | SR 205 à Fisherville                                                        | SR 76 à Williston                                                           | —        |                                                                             |
| SR 194       | 23,50         | 37,80         | SR 57 à Rossville                                                           | SR 59 près de Braden                                                        | —        |                                                                             |
| SR 195       | 7,60          | 12,20         | SR 193 près de Macon                                                        | SR 76 à Somerville                                                          | —        |                                                                             |
| SR 196       | 25,60         | 41,20         | US 72 / SR 86 à Piperton                                                    | US 70 / US 79 / SR 1 à Gallaway                                             | —        |                                                                             |
| SR 197       | 12,50         | 20,10         | US 45 / SR 5 à Pinson                                                       | SR 200 à Mifflin                                                            | —        |                                                                             |
| SR 198       | 13,30         | 21,40         | US 70 / SR 1 à Jackson                                                      | SR 197 près de Beech Bluff                                                  | —        |                                                                             |
| SR 199       | 12,30         | 19,80         | US 45 / SR 5 à Finger                                                       | SR 224 à Leapwood                                                           | —        |                                                                             |
| SR 200       | 21,80         | 35,10         | SR 365 à Henderson                                                          | SR 22A à Lexington                                                          | —        |                                                                             |
| SR 201       | 23,00         | 37,00         | SR 22 près de Sardis                                                        | SR 202 près de Decaturville                                                 | —        |                                                                             |
| SR 202       | 20,50         | 33,00         | SR 69 près de Saltillo                                                      | US 412 / SR 20 près de Parsons                                              | —        |                                                                             |
| SR 203       | 32,70         | 52,60         | SR 69 à Savannah                                                            | SR 13 à Collinwood                                                          | —        |                                                                             |
| SR 204       | 11,90         | 19,20         | I-40 à Memphis                                                              | SR 385 près de Millington                                                   | —        |                                                                             |
| SR 205       | 35,70         | 57,50         | SR 57 à Collierville                                                        | US 51 / SR 3 à Millington                                                   | —        |                                                                             |
| SR 206       | 7,60          | 12,20         | SR 14 près d'Atoka                                                          | SR 178 à Munford                                                            | —        |                                                                             |
| SR 207       | 1,10          | 1,80          | SR 87 à Fulton                                                              | Parc historique de Fort Pillow State                                        | —        |                                                                             |
| SR 208       | 1,44          | 2,32          | SR 209 à Ripley                                                             | US 51 / SR 3 à Ripley                                                       | —        |                                                                             |
| SR 209       | 17,50         | 28,20         | US 51 / SR 3 à Henning                                                      | SR 180 à Gates                                                              | —        |                                                                             |
| SR 210       | 10,40         | 16,70         | SR 88 à Halls                                                               | US 412 / SR 20 à Dyersburg                                                  | —        |                                                                             |
| SR 211       | 18,70         | 30,10         | US 51 / SR 3 à Dyersburg                                                    | SR 105 à Trimble                                                            | —        |                                                                             |
| SR 212       | 2,40          | 3,90          | SR 22 à Tiptonville                                                         | SR 78 près de Tiptonville                                                   | —        |                                                                             |
| SR 213       | 3,60          | 5,80          | SR 78 près de Reelfoot Lake                                                 | Aéroport de Reelfoot Lake                                                   | —        |                                                                             |
| SR 214       | 9,70          | 15,60         | US 45W / SR 22 / SR 184 à Union City                                        | US 45W / US 51 / SR 3 à South Fulton                                        | —        |                                                                             |
| SR 215       | 2,10          | 3,40          | US 45E / SR 43 à South Fulton                                               | US 51 à la frontière du Kentucky à South Fulton                             | —        | Route non-indiquée en multiplex avec la US 45E                              |
| SR 216       | 17,70         | 28,50         | US 45W / SR 5 / SR 21 à Rives                                               | US 45E / SR 22 / SR 431 à Martin                                            | —        |                                                                             |
| SR 217       | 2,90          | 4,70          | SR 22 à Dresden                                                             | SR 89 près de Dresden                                                       | —        |                                                                             |
| SR 218       | 26,20         | 42,20         | US 641 / SR 54 près de Paris                                                | SR 140 à Buchanan                                                           | —        |                                                                             |
| SR 219       | 4,00          | 6,40          | US 70 / SR 1 près de Huntingdon                                             | SR 77 près de Huntingdon                                                    | —        |                                                                             |
| SR 220       | 14,20         | 22,90         | US 70 / SR 1 près de Cedar Grove                                            | US 70A / US 79 / SR 76 / SR 77 à Atwood                                     | —        |                                                                             |
| SR 220A      | 1,50          | 2,40          | SR 220 à Atwood                                                             | US 70A / SR 77 à Atwood                                                     | —        |                                                                             |
| SR 221       | 7,40          | 11,90         | SR 54 / SR 88 à Alamo                                                       | US 70A / US 79 / SR 76 à Gadsden                                            | —        |                                                                             |
| SR 222       | 12,90         | 20,80         | SR 59 près de Somerville                                                    | US 70A / US 79 / SR 1 à Stanton                                             | —        |                                                                             |
| SR 223       | 15,10         | 24,30         | SR 138 près de Mercer                                                       | I-40 à Jackson                                                              | —        |                                                                             |
| SR 224       | 26,60         | 42,80         | SR 22 à Michie                                                              | SR 22A à Enville                                                            | —        |                                                                             |
| SR 225       | 17,10         | 27,50         | SR 100 près de Henderson                                                    | US 64 / SR 15 près de Selmer                                                | —        |                                                                             |
| SR 226       | 7,00          | 11,30         | SR 128 près de Walkertown                                                   | US 64 / SR 15 / SR 128 à Olivet                                             | —        |                                                                             |
| SR 227       | 32,30         | 52,00         | SR 157 à la frontière de l'Alabama près de Cypress Inn                      | SR 101 à la frontière de l'Alabama près de Loretto                          | —        |                                                                             |
| SR 228       | 11,10         | 17,90         | SR 128 à Clifton                                                            | SR 13 près de Waynesboro                                                    | —        |                                                                             |
| SR 229       | 1,80          | 2,90          | Turney Center Industrial Complex                                            | SR 50 à Only                                                                | —        |                                                                             |
| SR 230       | 34,54         | 55,59         | SR 13 à Waverly                                                             | SR 50 près de Littlelot                                                     | —        |                                                                             |
| SR 231       | 13,70         | 22,00         | US 70 / SR 1 à McEwen                                                       | SR 13 près d'Erin                                                           | —        |                                                                             |
| SR 232       | 13,60         | 21,90         | SR 147 à McKinnon                                                           | US 79 / SR 76 à Dover                                                       | —        |                                                                             |
| SR 233       | 23,70         | 38,10         | SR 49 à Carlisle                                                            | US 79 / SR 76 près de Woodlawn                                              | —        |                                                                             |
| SR 234       | 6,70          | 10,80         | CR 700 à la frontière du Mississippi près de Chewalla                       | SR 57 à Ramer                                                               | —        |                                                                             |
| SR 235       | 27,30         | 43,90         | US 70 / SR 1 à Dickson                                                      | SR 13 près de Cunningham                                                    | —        |                                                                             |
| SR 236       | 6,70          | 10,80         | US 41A / SR 13 à Clarksville                                                | SR 48 à Clarksville                                                         | —        |                                                                             |
| SR 237       | 7,90          | 12,70         | SR 374 à Clarksville                                                        | SR 48 près de Clarksville                                                   | —        |                                                                             |
| SR 238       | 8,20          | 13,20         | SR 76 à Port Royal                                                          | KY 2128 à la frontière du Kentucky près de Guthrie                          | —        |                                                                             |
| SR 239       | 0,72          | 1,16          | SR 22 à Dresden                                                             | SR 89 à Dresden                                                             | —        |                                                                             |
| SR 240       | 17,20         | 27,70         | US 64 / SR 15 près de Lawrenceburg                                          | US 43 / SR 6 près de Summertown                                             | —        |                                                                             |
| SR 241       | 12,00         | 19,30         | US 64 / SR 15 près de Lawrenceburg                                          | Natchez Trace Parkway à Laurel Hill Wildlife Management Area                | —        |                                                                             |
| SR 242       | 36,70         | 59,10         | SR 227 à Iron City                                                          | SR 240 à Henryville                                                         | —        |                                                                             |
| SR 243       | 12,90         | 20,80         | US 43 / SR 6 à Mount Pleasant                                               | US 412 Bus. / SR 99 à Columbia                                              | —        |                                                                             |
| SR 244       | 9,10          | 14,60         | US 64 / SR 15 à Boonshill                                                   | US 431 / SR 50 près de Petersburg                                           | —        |                                                                             |
| SR 245       | 18,60         | 29,90         | SR 166 près de Campbellsville                                               | SR 50 à Columbia                                                            | —        |                                                                             |
| SR 246       | 21,70         | 34,90         | US 31 / SR 6 à Columbia                                                     | US 31 / SR 6 à Franklin                                                     | —        |                                                                             |
| SR 247       | 26,40         | 42,50         | SR 50 à Williamsport                                                        | US 431 / SR 106 à Duplex                                                    | —        |                                                                             |
| SR 248       | 3,70          | 6,00          | US 31 / SR 6 près de Thompson's Station                                     | I-65 à Franklin                                                             | —        |                                                                             |
| SR 249       | 29,60         | 47,60         | I-40 près de Pegram                                                         | I-24 près de Joelton                                                        | —        |                                                                             |
| SR 250       | 13,83         | 22,26         | SR 47 près de White Bluff                                                   | SR 49 près d'Ashland City                                                   | —        |                                                                             |
| SR 251       | 15,70         | 25,30         | SR 249 près d'Ashland City                                                  | US 70S / SR 1 à Bellevue                                                    | —        |                                                                             |
| SR 252       | 13,40         | 21,60         | SR 96 à Arrington                                                           | US 31 / SR 6 à Brentwood                                                    | —        |                                                                             |
| SR 253       | 7,30          | 11,70         | US 31 / SR 6 à Brentwood                                                    | US 31A / US 41A / SR 11 près de Nolensville                                 | —        |                                                                             |
| SR 254       | 17,30         | 27,80         | SR 100 à Bellevue                                                           | US 41 / US 70S / SR 1 à Antioch                                             | —        |                                                                             |
| SR 255       | 11,20         | 18,00         | US 31 / SR 6 à Oak Hill                                                     | US 70 / SR 24 à Donelson                                                    | —        |                                                                             |
| SR 256       | 10,60         | 17,10         | US 41A / SR 112 près de Pleasant View                                       | SR 76 à Adams                                                               | —        |                                                                             |
| SR 257       | 18,30         | 29,50         | SR 49 à Coopertown                                                          | US 31W / SR 41 à Millersville                                               | —        |                                                                             |
| SR 258       | 14,10         | 22,70         | US 31E / SR 6 à Hendersonville                                              | SR 76 à White House                                                         | —        |                                                                             |
| SR 259       | 12,90         | 20,80         | US 31W / SR 41 près de Portland                                             | SR 52 à Oak Grove                                                           | —        |                                                                             |
| SR 260       | 5,60          | 9,00          | US 231 / SR 376 près de Bransford                                           | SR 141 près de Hartsville                                                   | —        |                                                                             |
| SR 261       | 13,20         | 21,20         | SR 52 à Lafayette                                                           | KY 87 à la frontière du Kentucky près de Gamaliel, KY                       | —        |                                                                             |
| SR 262       | 25,17         | 40,51         | SR 52 à Lafayette                                                           | SR 53 à Gainesboro                                                          | —        |                                                                             |
| SR 263       | 5,10          | 8,20          | SR 25 à Carthage                                                            | SR 85 près de Defeated                                                      | —        |                                                                             |
| SR 264       | 16,50         | 26,60         | SR 96 près de Dowelltown                                                    | US 70N / SR 24 / SR 53 à Elmwood                                            | —        |                                                                             |
| SR 265       | 24,97         | 40,19         | SR 45 à Hermitage                                                           | US 70 / SR 26 près de Watertown                                             | —        |                                                                             |
| SR 266       | 39,81         | 64,07         | I-24 à Smyrna                                                               | US 70 / SR 26 à Lebanon                                                     | —        |                                                                             |
| SR 267       | 10,80         | 17,40         | SR 96 à Prosperity                                                          | US 70 / SR 26 à Watertown                                                   | —        |                                                                             |
| SR 268       | 7,41          | 11,93         | US 41 / US 70S / SR 1 à Murfreesboro                                        | SR 96 près de Murfreesboro                                                  | —        |                                                                             |
| SR 269       | 49,20         | 79,20         | US 31A / SR 11 à Allisona                                                   | US 41A / SR 16 à Tullahoma                                                  | —        |                                                                             |
| SR 270       | 9,50          | 15,30         | US 31A / SR 11 / SR 99 à Chapel Hill                                        | US 41A / SR 16 près d'Unionville                                            | —        |                                                                             |
| SR 271       | 6,30          | 10,10         | US 431 / SR 50 à Belfast                                                    | US 31A / SR 11 / SR 64 à Farmington                                         | —        |                                                                             |
| SR 272       | 22,40         | 36,00         | SR 129 à Archer                                                             | SR 99 près de Chapel Hill                                                   | —        |                                                                             |
| SR 273       | 36,90         | 59,40         | SR 166 près de Prospect                                                     | US 64 Byp. / US 231 / US 431 / SR 10 à Fayetteville                         | —        |                                                                             |
| SR 274       | 13,10         | 21,10         | CR 11 à la frontière de l'Alabama près de Taft                              | SR 273 près de Fayetteville                                                 | —        |                                                                             |
| SR 275       | 14,10         | 22,70         | US 231 / US 431 / SR 10 à Park City                                         | US 64 / SR 15 près de Flintville                                            | —        |                                                                             |
| SR 276       | 3,20          | 5,10          | SR 130 à Raus                                                               | US 41A / SR 16 près de Normandy                                             | —        |                                                                             |
| SR 277       | 3,17          | 5,10          | US 78 / SR 4 à Memphis                                                      | US 64 / US 70 / US 79 / SR 1 / SR 57 à Memphis                              | —        |                                                                             |
| SR 278       | 1,80          | 2,90          | US 64 / US 70 / US 79 / SR 1 / SR 14 à Memphis                              | US 78 / SR 4 à Memphis                                                      | —        | Route non-indiquée en multiplex avec la US 78                               |
| SR 279       | 5,30          | 8,50          | US 41A / SR 16 à Estill Springs                                             | SR 127 près d'Estill Springs                                                | —        |                                                                             |
| SR 280       | 10,60         | 17,10         | US 41 / SR 2 à Beechgrove                                                   | SR 53 à Pocahontas                                                          | —        |                                                                             |
| SR 281       | 6,10          | 9,80          | SR 53 près d'Iconium                                                        | SR 146 à Center Hill                                                        | —        |                                                                             |
| SR 282       | 3,70          | 6,00          | Lake Tansi Village                                                          | SR 101 près de Crossville                                                   | —        |                                                                             |
| SR 283       | 13,60         | 21,90         | SR 28 à Whitwell                                                            | US 127 / SR 8 près de Dunlap                                                | —        |                                                                             |
| SR 284       | 15,30         | 24,60         | SR 111 près du Parc d'état de Fall Creek Falls                              | SR 30 près du Parc d'état de Fall Creek Falls                               | —        |                                                                             |
| SR 285       | 27,40         | 44,10         | US 70S / SR 1 à Doyle                                                       | SR 101 près de Mount Crest                                                  | —        |                                                                             |
| SR 286       | 2,80          | 4,50          | SR 55 Bus. à McMinnville                                                    | SR 380 à McMinnville                                                        | —        |                                                                             |
| SR 287       | 40,50         | 65,20         | SR 108 / SR 127 près de Viola                                               | SR 136 à Rock Island                                                        | —        |                                                                             |
| SR 288       | 17,80         | 28,60         | US 70 / SR 1 près de McMinnville                                            | SR 56 près de Smithville                                                    | —        |                                                                             |
| SR 289       | 2,63          | 4,23          | US 70 / SR 1 à Sparta                                                       | SR 111 à Sparta                                                             | —        |                                                                             |
| SR 290       | 20,10         | 32,30         | SR 53 près de Granville                                                     | SR 135 à Cookeville                                                         | —        |                                                                             |
| SR 291       | 2,00          | 3,20          | SR 56 à Bloomington Springs                                                 | US 70N / SR 24 à Double Springs                                             | —        |                                                                             |
| SR 292       | 9,90          | 15,90         | SR 53 à Butlers Landing                                                     | SR 136 à Hilham                                                             | —        |                                                                             |
| SR 293       | 11,30         | 18,20         | SR 136 près de Bangham                                                      | SR 84 près de Livingston                                                    | —        |                                                                             |
| SR 294       | 20,20         | 32,50         | SR 52 / SR 85 à Livingston                                                  | Dale Hollow Reservoir                                                       | —        |                                                                             |
| SR 295       | 5,00          | 8,00          | SR 111 à Byrdstown                                                          | US 127 / SR 28 près de Pall Mall                                            | —        |                                                                             |
| SR 296       | 3,00          | 4,80          | US 127 / SR 28 près de Jamestown                                            | SR 52 à Allardt                                                             | —        |                                                                             |
| SR 297       | 63,20         | 101,70        | SR 154 à Sharp Place                                                        | US 25W / SR 9 à Jellico                                                     | —        |                                                                             |
| SR 298       | 25,80         | 41,50         | US 127 / SR 28 à Crossville                                                 | SR 62 près de Lancing                                                       | —        |                                                                             |
| SR 299       | 17,60         | 28,30         | US 70 / SR 1 à Westel                                                       | SR 328 à Oakdale                                                            | —        |                                                                             |
| SR 300       | 1,46          | 2,35          | US 51 / SR 3 à Memphis                                                      | I-40 à Memphis                                                              | —        |                                                                             |
| SR 301       | 0,90          | 1,40          | SR 285 près de Mount Crest                                                  | Taft Youth Center                                                           | —        |                                                                             |
| SR 302       | 13,30         | 21,40         | SR 30 à Old Washington                                                      | US 27 / SR 29 à Spring City                                                 | —        |                                                                             |
| SR 303       | 5,70          | 9,20          | US 27 / SR 29 à Graysville                                                  | SR 30 près de Dayton                                                        | —        |                                                                             |
| SR 304       | 30,00         | 48,30         | SR 58 à Decatur                                                             | SR 58 près de Kingston                                                      | —        |                                                                             |
| SR 305       | 13,70         | 22,00         | SR 30 / SR 39 à Athens                                                      | SR 68 près de Ten Mile                                                      | —        |                                                                             |
| SR 306       | 11,10         | 17,90         | SR 60 à Hopewell                                                            | SR 58 à Brittsville                                                         | —        |                                                                             |
| SR 307       | 10,90         | 17,50         | SR 30 / SR 39 à Athens                                                      | SR 68 près de Sweetwater                                                    | —        |                                                                             |
| SR 308       | 7,50          | 12,10         | SR 306 près de Hopewell                                                     | US 11 / SR 2 à Charleston                                                   | —        |                                                                             |
| SR 309       | 2,60          | 4,20          | I-75 près de Niota                                                          | US 11 / SR 2 à Niota                                                        | —        |                                                                             |
| SR 310       | 6,30          | 10,10         | US 411 / SR 30 / SR 33 à Etowah                                             | SR 39 à Mecca                                                               | —        |                                                                             |
| SR 311       | 6,30          | 10,10         | I-75 / US 74 à Cleveland                                                    | US 64 / US 74 / SR 60 à Cleveland                                           | —        | Route non-indiquée en multiplex avec la US 64 / US 74                       |
| SR 312       | 26,80         | 43,10         | SR 60 à Birchwood                                                           | US 11 / US 64 / SR 40 / SR 74 à Cleveland                                   | —        |                                                                             |
| SR 313       | 7,70          | 12,40         | SR 74 à Wildwood Lake                                                       | US 411 / SR 33 à Old Fort                                                   | —        |                                                                             |
| SR 314       | 6,10          | 9,80          | US 64 / US 74 / SR 40 à Parksville                                          | US 411 / SR 33 à Benton                                                     | —        |                                                                             |
| SR 315       | 15,00         | 24,10         | SR 30 à Reliance                                                            | SR 39 à Jalapa                                                              | —        |                                                                             |
| SR 316       | 0,40          | 0,64          | I-124 / US 27 / SR 27 / SR 29 à Chattanooga                                 | SR 2 à Chattanooga                                                          | —        |                                                                             |
| SR 317       | 21,30         | 34,30         | SR 17 à Chattanooga                                                         | SR 60 au Parc d'état de Red Clay                                            | —        |                                                                             |
| SR 318       | 1,05          | 1,69          | US 11 / US 41 / US 64 / US 72 / SR 2 à Chattanooga                          | SR 148 à Chattanooga                                                        | —        |                                                                             |
| SR 319       | 22,20         | 35,70         | SR 153 à Chattanooga                                                        | US 27 / SR 29 à Soddy-Daisy                                                 | —        |                                                                             |
| SR 320       | 7,30          | 11,70         | US 11 / US 64 / SR 2 à Chattanooga                                          | SR 321 à East Brainerd                                                      | —        |                                                                             |
| SR 321       | 7,10          | 11,40         | SR 151 à la frontière de la Géorgie à East Brainerd                         | US 11 / US 64 / SR 2 à Ooltewah                                             | —        |                                                                             |
| SR 322       | 22,00         | 35,40         | SR 72 à Paint Rock                                                          | SR 72 à Vonore                                                              | —        |                                                                             |
| SR 323       | 2,20          | 3,50          | I-75 près de Philadelphia                                                   | US 11 / SR 2 à Philadelphia                                                 | —        |                                                                             |
| SR 324       | 2,30          | 3,70          | I-75 près de Loudon                                                         | US 11 / SR 2 à Loudon                                                       | —        |                                                                             |
| SR 325       | 18,30         | 29,50         | Dale Hollow Lake                                                            | US 127 / SR 28 près de Pall Mall                                            | —        |                                                                             |
| SR 326       | 1,30          | 2,10          | US 70 / SR 1 près de Kingston                                               | I-40 / SR 58 à Kingston                                                     | —        |                                                                             |
| SR 327       | 5,70          | 9,20          | SR 58 à Oak Ridge                                                           | SR 61 à Blair                                                               | —        |                                                                             |
| SR 328       | 8,20          | 13,20         | US 27 / SR 29 / SR 61 à Harriman                                            | US 27 / SR 29 près de Harriman                                              | —        |                                                                             |
| SR 329       | 9,20          | 14,80         | SR 62 près de Deer Lodge                                                    | US 27 / SR 29 à Sunbright                                                   | —        |                                                                             |
| SR 330       | 9,10          | 14,60         | SR 61 / SR 62 à Oliver Springs                                              | SR 116 à Laurel Grove                                                       | —        |                                                                             |
| SR 331       | 15,40         | 24,80         | US 441 / SR 33 / SR 71 à Fountain City                                      | SR 61 près de Blaine                                                        | —        |                                                                             |
| SR 332       | 14,23         | 22,90         | US 11 / US 70 / SR 1 à Farragut                                             | I-40 / I-75 à Knoxville                                                     | —        |                                                                             |
| SR 333       | 14,49         | 23,32         | US 321 / SR 73 à Friendsville                                               | US 129 / SR 115 près d'Alcoa                                                | —        |                                                                             |
| SR 334       | 2,50          | 4,00          | SR 335 à Alcoa                                                              | SR 333 à Louisville                                                         | —        |                                                                             |
| SR 335       | 11,00         | 17,70         | US 129 / US 411 / SR 33 / SR 115 à Maryville                                | SR 33 à Eagleton Village                                                    | —        |                                                                             |
| SR 336       | 19,60         | 31,50         | US 411 / SR 33 près de Greenback                                            | US 321 / SR 73 à Maryville                                                  | —        |                                                                             |
| SR 337       | 1,60          | 2,60          | US 321 / SR 73 à Townsend                                                   | Parc national des Great Smoky Mountains                                     | —        |                                                                             |
| SR 338       | 20,20         | 32,50         | US 411 / US 441 / SR 35 / SR 71 à Seymour                                   | SR 139 près de Sevierville                                                  | —        |                                                                             |
| SR 339       | 23,10         | 37,20         | US 411 / SR 35 à Cherokee Hills                                             | US 321 / SR 32 / SR 73 à Cosby                                              | —        |                                                                             |
| SR 340       | 25,90         | 41,70         | US 25 / US 70 / SR 9 près de Del Rio                                        | SR 113 près de Morristown                                                   | —        |                                                                             |
| SR 341       | 10,40         | 16,70         | US 11E / SR 34 à Talbott                                                    | US 25E / SR 32 à White Pine                                                 | —        |                                                                             |
| SR 342       | 7,50          | 12,10         | Parc d'état de Panther Creek                                                | SR 66 près de Morristown                                                    | —        |                                                                             |
| SR 343       | 7,70          | 12,40         | US 25E / SR 32 / SR 113 à Morristown                                        | US 25E / SR 32 à Morristown                                                 | —        |                                                                             |
| SR 344       | 13,50         | 21,70         | US 11E / SR 34 / SR 66 à Russellville                                       | US 11W / SR 1 près de Rogersville                                           | —        |                                                                             |
| SR 345       | 8,50          | 13,70         | US 25E / SR 32 à Tazewell                                                   | SR 63 près de Hopewell                                                      | —        |                                                                             |
| SR 346       | 24,30         | 39,10         | US 11W / SR 1 à Surgoinsville                                               | US 23 / SR 36 / SR 137 à Kingsport                                          | —        |                                                                             |
| SR 347       | 31,30         | 50,40         | US 11W / SR 1 / SR 70 à Rogersville                                         | I-26 / US 23 à Kingsport                                                    | —        |                                                                             |
| SR 348       | 12,00         | 19,30         | SR 340 près de Warrensburg                                                  | US 11E / SR 34 à Mosheim                                                    | —        |                                                                             |
| SR 349       | 13,40         | 21,60         | SR 340 près de Warrensburg                                                  | US 321 / SR 35 près de Greeneville                                          | —        |                                                                             |
| SR 350       | 7,50          | 12,10         | SR 351 près de Camp Creek                                                   | US 11E / US 321 / SR 34 / SR 70 à Greeneville                               | —        |                                                                             |
| SR 351       | 25,40         | 40,90         | SR 70 / SR 107 près de South Greene                                         | SR 93 à Newmansville                                                        | —        |                                                                             |
| SR 352       | 10,30         | 16,60         | NC 212 à la frontière de la Caroline du Nord à Flag Pond                    | US 19W / SR 36 à Temple Hill                                                | —        |                                                                             |
| SR 353       | 13,30         | 21,40         | SR 107 à South Central                                                      | SR 81 à Jonesborough                                                        | —        |                                                                             |
| SR 354       | 7,40          | 11,90         | US 11E / US 321 / SR 34 à Jonesborough                                      | SR 36 à Boones Creek                                                        | —        |                                                                             |
| SR 355       | 2,58          | 4,15          | SR 126 à Kingsport                                                          | SR 36 à Kingsport                                                           | —        |                                                                             |
| SR 356       | 0,95          | 1,53          | US 641 / SR 54 / SR 69 à Paris                                              | US 79 / SR 76 à Paris                                                       | —        |                                                                             |
| SR 357       | 2,70          | 4,30          | I-81 à Kingsport                                                            | SR 75 à Blountville                                                         | —        |                                                                             |
| SR 358       | 9,40          | 15,10         | SR 44 près de Bluff City                                                    | US 11E / US 19 / SR 34 à Bristol                                            | —        |                                                                             |
| SR 359       | 4,90          | 7,90          | I-26 / US 19W / US 23 à Johnson City                                        | US 321 / SR 67 à Elizabethton                                               | —        |                                                                             |
| SR 360       | 22,10         | 35,60         | SR 165 à Tellico Plains                                                     | US 411 / SR 33 / SR 72 à Vonore                                             | —        |                                                                             |
| SR 361       | 8,80          | 14,20         | SR 359 à Pine Crest                                                         | US 19E / SR 37 à Hampton                                                    | —        |                                                                             |
| SR 362       | 5,70          | 9,20          | SR 361 près d'Elizabethton                                                  | US 321 / SR 67 / SR 91 à Elizabethton                                       | —        |                                                                             |
| SR 363       | 6,00          | 9,70          | SR 92 près de Chestnut Hill                                                 | US 25W / US 70 / SR 9 à Reidtown                                            | —        |                                                                             |
| SR 364       | 3,28          | 5,28          | US 70 / SR 22 à Huntingdon                                                  | US 70A / SR 77 à Huntingdon                                                 | —        | Route non-indiquée en multiplex avec la US 70A à Huntingdon                 |
| SR 365       | 3,58          | 5,76          | US 45 / SR 5 à Henderson                                                    | US 45 / SR 5 à Henderson                                                    | —        |                                                                             |
| SR 366       | 5,48          | 8,82          | US 70A / US 79 / SR 76 à Humboldt                                           | US 45W / SR 5 à Humboldt                                                    | —        | Route non-indiquée en multiplex avec la US 45W / US 70A / US 79 à Humboldt  |
| SR 367       | 4,80          | 7,72          | US 45W / SR 5 / SR 457 à Trenton                                            | US 45W / SR 5 / SR 77 à Trenton                                             | —        |                                                                             |
| SR 368       | 1,70          | 2,70          | SR 57 à Grand Junction                                                      | SR 18 près de Grand Junction                                                | —        |                                                                             |
| SR 369       | 1,11          | 1,79          | SR 54 à Brownsville                                                         | US 70A / US 79 / SR 76 à Brownsville                                        | —        |                                                                             |
| SR 370       | 5,80          | 9,30          | SR 144 près de Plainview                                                    | SR 61 près de Maynardville                                                  | —        |                                                                             |
| SR 371       | 4,87          | 7,84          | SR 87 à Cherry                                                              | SR 87 près de Glimp                                                         | —        |                                                                             |
| SR 372       | 6,00          | 9,70          | US 45E / SR 43 / SR 216 à Martin                                            | US 45E / SR 43 à Martin                                                     | —        |                                                                             |
| SR 373       | 17,10         | 27,50         | SR 50 près de Culleoka                                                      | US 31A Bus. / US 431 Bus. / SR 11 / SR 50 à Lewisburg                       | —        |                                                                             |
| SR 374       | 16,20         | 26,10         | US 79 / SR 76 à Clarksville                                                 | US 41A / SR 76 / SR 112 à Clarksville                                       | —        |                                                                             |
| SR 375       | 18,00         | 29,00         | SR 92 à Cherokee                                                            | US 25E / SR 32 à Bean Station                                               | —        |                                                                             |
| SR 376       | 7,80          | 12,60         | US 231 / SR 10 / SR 25 près de Hartsville                                   | US 31E / US 231 / SR 6 à Bransford                                          | —        | Route non-indiquée en multiplex avec la US 231                              |
| SR 377       | 1,20          | 1,90          | SR 73 à la frontière de l'Alabama à New Hope                                | SR 156 à New Hope                                                           | —        |                                                                             |
| SR 378       | 1,94          | 3,12          | US 27 / SR 29 / SR 60 à Dayton                                              | US 27 / SR 29 à Dayton                                                      | —        |                                                                             |
| SR 379       | 1,82          | 2,93          | SR 55 à Morrison                                                            | SR 55 à Morrison                                                            | —        |                                                                             |
| SR 380       | 4,21          | 6,78          | US 70S / SR 1 / SR 55 à McMinnville                                         | US 70S / SR 1 à McMinnville                                                 | —        |                                                                             |
| SR 381       | 7,63          | 12,28         | US 321 / SR 67 à Johnson City                                               | US 11E / US 19W / SR 34 à Johnson City                                      | —        |                                                                             |
| SR 382       | 1,20          | 1,90          | US 70 / SR 1 / SR 29 près de Rockwood                                       | US 27 / SR 61 à Cardiff                                                     | —        |                                                                             |
| SR 383       | 1,00          | 1,60          | US 25E / US 58 / SR 32 à Cumberland Gap                                     | US 58 à la frontière de la Virginie à Cumberland Gap                        | —        | Route non-indiquée en multiplex avec la US 58                               |
| SR 384       | 11,30         | 18,20         | SR 14 près de Covington                                                     | US 51 / SR 3 à Covington                                                    | —        |                                                                             |
| SR 385       | 15,44         | 24,85         | I-240 à Memphis                                                             | I-269 à Collierville                                                        | —        | Segment sud                                                                 |
| SR 385       | 16,87         | 27,15         | US 51 à Millington                                                          | I-40 / I-269 à Arlington                                                    | —        | Segment nord                                                                |
| SR 386       | 17,30         | 27,80         | I-65 à Nashville                                                            | US 31E / SR 6 / SR 25 / SR 174 à Gallatin                                   | —        |                                                                             |
| SR 387       | 1,53          | 2,46          | US 231 / SR 10 / SR 64 / SR 130 à Shelbyville                               | US 231 / SR 10 / SR 82 à Shelbyville                                        | —        | Route non-indiquée en multiplex avec la US 231 à Shelbyville                |
| SR 388       | 6,80          | 10,90         | US 51 / SR 3 à Memphis                                                      | Parc d'état de Meeman-Shelby Forest                                         | —        |                                                                             |
| SR 389       | 0,30          | 0,48          | I-124 / US 27 / SR 27 à Chattanooga                                         | SR 8 à Chattanooga                                                          | —        |                                                                             |
| SR 390       | 2,60          | 4,20          | SR 44 à Bluff City                                                          | US 11E / US 19 / SR 34 / SR 394 à Bristol                                   | —        |                                                                             |
| SR 391       | 5,20          | 8,40          | US 70 / SR 1 à Camden                                                       | US 70 / SR 1 à Camden                                                       | —        |                                                                             |
| SR 392       | 5,20          | 8,40          | US 127 / SR 28 à Crossville                                                 | US 70 / SR 1 / SR 101 à Crossville                                          | —        |                                                                             |
| SR 394       | 15,70         | 25,30         | US 11W / SR 1 à Blountville                                                 | US 421 / SR 34 / SR 435 à Bristol                                           | —        |                                                                             |
| SR 395       | 6,10          | 9,80          | SR 107 à Erwin                                                              | NC 197 à la frontière de la Caroline du Nord près d'Erwin                   | —        |                                                                             |
| SR 396       | 4,75          | 7,64          | US 31 / SR 6 à Spring Hill                                                  | I-65 près de Spring Hill                                                    | —        | Also known as Saturn Parkway                                                |
| SR 397       | 7,40          | 11,90         | US 31 / SR 6 à Franklin                                                     | US 431 / SR 106 à Franklin                                                  | —        |                                                                             |
| SR 399       | 10,60         | 17,10         | SR 108 aux limites entre Gruetli-Laager et Palmer                           | SR 8 / SR 111 à Cagle                                                       | —        |                                                                             |
| SR 400       | 10,90         | 17,50         | SR 91 à Johnson City                                                        | US 321 / SR 67 à Elizabethton                                               | —        |                                                                             |
| SR 416       | 14,50         | 23,30         | US 321 / SR 73 à Pittman Center                                             | US 411 / SR 35 à Sevierville                                                | —        |                                                                             |
| SR 417       | 1,90          | 3,06          | SR 373 à Lewisburg                                                          | US 431 / SR 50 / SR 106 à Lewisburg                                         | —        |                                                                             |
| SR 418       | 0,87          | 1,40          | US 421 / SR 34 / SR 67 à Mountain City                                      | US 421 / SR 34 / SR 67 à Mountain City                                      | —        |                                                                             |
| SR 419       | 4,00          | 6,40          | SR 101 près de Crossville                                                   | US 127 / SR 28 dans le Parc d'état de Cumberland Mountain                   | —        |                                                                             |
| SR 420       | 4,70          | 7,60          | US 45W / SR 5 à Fruitland                                                   | SR 186 à Gibson                                                             | —        |                                                                             |
| SR 421       | 5,40          | 8,70          | SR 69 à Lebanon                                                             | SR 104 / SR 201 à Sardis                                                    | —        |                                                                             |
| SR 422       | 2,38          | 3,83          | CR 93 à la frontière de l'Alabama à New Hope                                | SR 156 à New Hope                                                           | —        |                                                                             |
| SR 423       | 10,80         | 17,40         | US 79 / SR 76 à McKenzie                                                    | SR 77 à Mixie                                                               | —        |                                                                             |
| SR 424       | 17,30         | 27,80         | US 70 / SR 1 près de Cedar Grove                                            | SR 114 à Yuma                                                               | —        |                                                                             |
| SR 425       | 2,14          | 3,44          | US 45E / SR 43 à Milan                                                      | US 70A / US 79 / SR 76 à Milan                                              | —        |                                                                             |
| SR 431       | 16,58         | 26,68         | US 51 / SR 3 / SR 184 à Union City                                          | US 45E / SR 22 / SR 216 à Martin                                            | —        |                                                                             |
| SR 433       | 8,20          | 13,20         | US 64 / SR 15 / SR 16 à Winchester                                          | US 64 / SR 50 à Decherd                                                     | —        | Route non-indiquée en multiplex avec la US 64 autour de Winchester          |
| SR 434       | 0,50          | 0,80          | SR 46/SR 233 à Cumberland City                                              | SR 149 à Cumberland City                                                    | —        |                                                                             |
| SR 435       | 4,20          | 6,80          | US 421 / SR 34 / SR 394 à Bristol                                           | US 421 / SR 34 / SR 44 à Holston Valley                                     | —        |                                                                             |
| SR 436       | 9,80          | 15,80         | US 70A / SR 77 près de McLemoresville                                       | US 79 / SR 76 à McKenzie                                                    | —        |                                                                             |
| SR 437       | 6,40          | 10,30         | US 231 / SR 10 à Shelbyville                                                | US 41A / SR 16 à Shelbyville                                                | 2011     |                                                                             |
| SR 438       | 41,00         | 66,00         | US 412 / SR 20 / SR 100 près de Perryville                                  | SR 50 près de Centerville                                                   | —        |                                                                             |
| SR 441       | 3,70          | 6,00          | US 31 / SR 6 à Franklin                                                     | SR 252 à Brentwood                                                          | —        |                                                                             |
| SR 443       | 12,20         | 19,60         | SR 30 à Summer City                                                         | SR 30 près de Dayton                                                        | —        |                                                                             |
| SR 444       | 11,10         | 17,90         | SR 72 près de Vonore                                                        | US 321 / SR 73 / SR 95 à Lenoir City                                        | —        |                                                                             |
| SR 445       | 12,60         | 20,30         | SR 105 près de Rutherford                                                   | US 45E / SR 43 à Greenfield                                                 | —        |                                                                             |
| SR 446       | 0,30          | 0,48          | US 321 / SR 73 à Maryville                                                  | US 129 / SR 115 à Maryville                                                 | —        |                                                                             |
| SR 447       | 0,16          | 0,26          | US 321 / SR 73 à Maryville                                                  | US 411 / SR 35 à Maryville                                                  | —        |                                                                             |
| SR 448       | 0,63          | 1,01          | US 411 / SR 35 à Sevierville                                                | SR 66 à Sevierville                                                         | —        |                                                                             |
| SR 449       | 6,20          | 9,98          | US 321 / US 441 / SR 71 / SR 73 à Pigeon Forge                              | US 411 / SR 35 à Sevierville                                                | —        |                                                                             |
| SR 450       | 0,30          | 0,48          | US 11 / US 70 / SR 1 / SR 158 à Knoxville                                   | Volunteer Boulevard à l'Université du Tennessee                             | —        |                                                                             |
| SR 452       | 4,60          | 7,40          | I-840 près de Smyrna                                                        | US 231 / SR 10 à Vine                                                       | —        |                                                                             |
| SR 454       | 6,20          | 10,00         | US 321 / SR 73 aux limites entre Gatlinburg et Pittman Center               | SR 416 près de Sevierville                                                  | —        |                                                                             |
| SR 455       | 1,90          | 3,10          | SR 12 à Ashland City                                                        | SR 12 à Ashland City                                                        | 1997     |                                                                             |
| SR 456       | 10,00         | 16,10         | US 27 / SR 29 à Oneida                                                      | SR 63 / SR 297 près de Huntsville                                           | —        |                                                                             |
| SR 457       | 4,00          | 6,40          | US 45W / SR 5 / SR 367 à Trenton                                            | SR 104 près de Trenton                                                      | —        |                                                                             |
| SR 458       | —             | —             | Route de ceinture autour de Bolivar                                         | Route de ceinture autour de Bolivar                                         | proposée |                                                                             |
| SR 459       | —             | —             | Route de ceinture autour de Lexington                                       | Route de ceinture autour de Lexington                                       | 2023     |                                                                             |
| SR 460       | —             | —             | Route de ceinture autour de Somerville                                      | Route de ceinture autour de Somerville                                      | proposée |                                                                             |
| SR 461       | 3,10          | 5,00          | US 76 / SR 79 près de Dover                                                 | The Trace dans le Land Between the Lakes National Recreation Area           | —        |                                                                             |
| SR 462       | 2,10          | 3,40          | US 70 / SR 1 près de Crossville                                             | US 70N / SR 24 près de Crossville                                           | —        |                                                                             |
| SR 476       | 11,80         | 19,00         | SR 50 à Broadview                                                           | SR 130 près de Tullahoma                                                    | 2007     | Accès au Parc d'état Tims Ford                                              |
| SR 477       | 5,40          | 8,70          | SR 290 à Bloomington Springs                                                | SR 135 près de Dodson Branch                                                | 2011     | Accès au Parc d'état Cummins Falls                                          |
| SR 690       | —             | —             | US 51 près d'Union City                                                     | US 45W / US 51 près d'Union City                                            | 2024     | Tracé réservé pour l'I-69                                                   |
| - Non-ouvert |               |               |                                                                             |                                                                             |          |                                                                             |